# Daviscupový tým Velké Británie
Daviscupový tým Velké Británie reprezentuje Velkou Británii v Davisově poháru od prvního ročníku v roce 1900 pod vedením národního tenisového svazu Lawn Tennis Association. Po Spojených státech a Austrálii představuje třetí nejúspěšnější družstvo v historických statistikách.
Družstvo získalo deset trofejí. Jako poražený finalista skončilo osmkrát. Převážná většina úspěchů Britů byla datována mezi ranou éru soutěže až do čtyřicátých let dvacátého století. Finále odehráli také v roce 1978. Jubilejní desátou trofej pak britští reprezentanti vybojovali roku 2015. Jednalo se o nejdelší interval mezi dvěma tituly konkrétního týmu v historii Davis Cupu.

## Historie
Po vypadnutí ze světové skupiny v roce 2003 se tým snažil vrátit do elitní úrovně. To se mu podařilo o pět let později, když roku 2008 podlehl v jejím úvodním kole Argentině 1:4 na zápasy. Následně se opět vrátil zpátky v sezóně 2014. Po sandiegské výhře nad Spojenými státy, však Britové dohráli ve čtvrtfinále po prohře od Itálie 2:3.

### 2015: Desátý titul po 79 letech

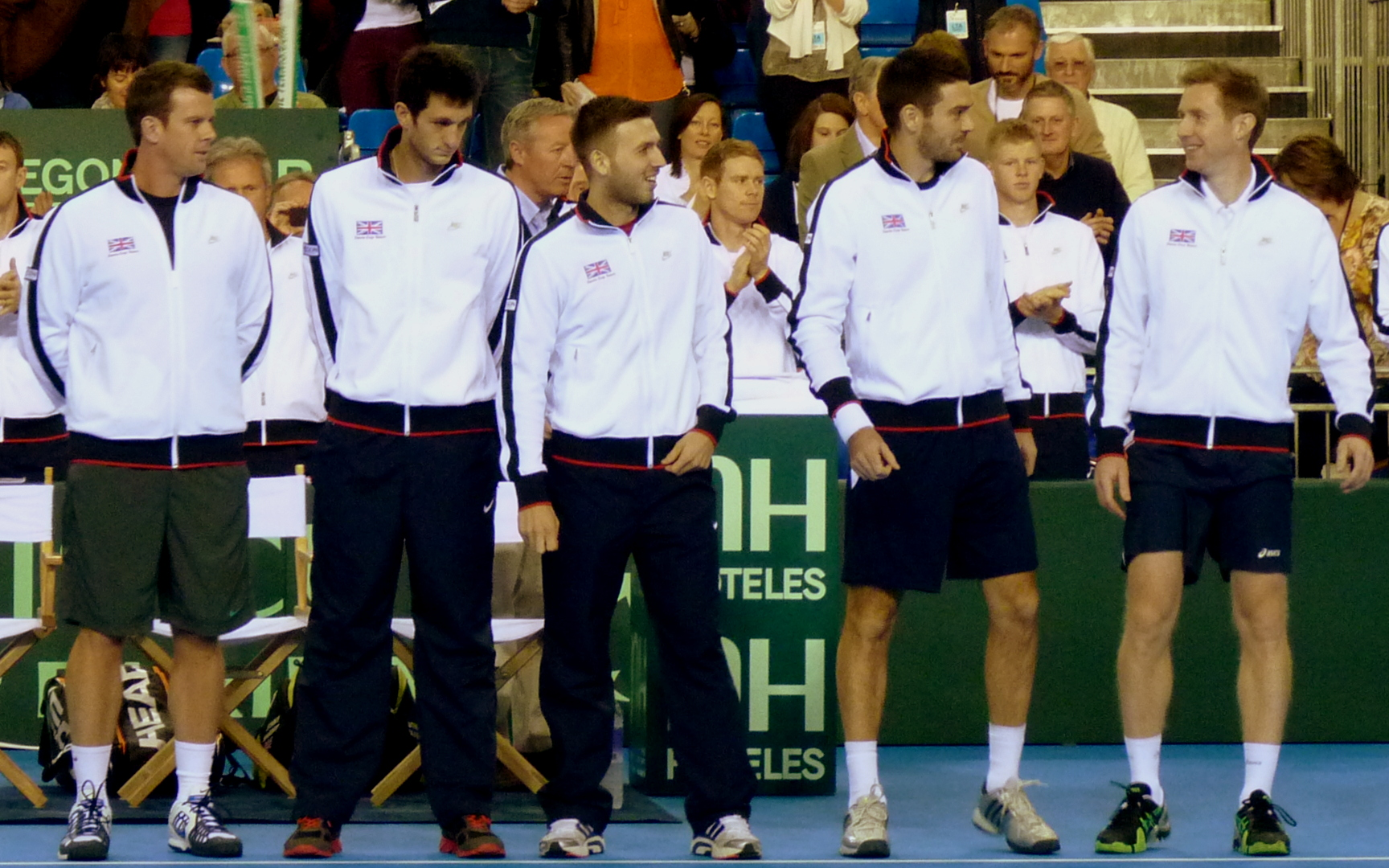
Tým během ročníku 2013, zleva: Leon Smith (kapitán), James Ward, Dan Evans, Colin Fleming, Jonathan Marray

Dva nejdéle působící účastníci v soutěži – Spojené státy a Velká Británie, se střetli potřetí za předešlých 37 let a podruhé za sebou v prvním kole Světové skupiny. Britští tenisté vyhráli stejně jako ve Světové skupině 2014, tentokrát poměrem 3:2 na zápasy. Celková vzájemná bilance po tomto střetnutí vyznívala ve prospěch Američanů poměrem 11:9. Dvouhra mezi Isnerem a Wardem představovala nejdelší zápas amerického tenisty v Davisově poháru od zavedení tiebreaku v roce 1989. Britové porazili Američany na domácí půdě poprvé od roku 1935.
Družstvo pak zvítězilo ve čtvrtfinále poprvé od roku 1981, kdy byla zavedena Světová skupina. Na londýnské trávě v Queen's Clubu přehrálo Francii 3:1 na zápasy. Od roku 1998 si poprvé připsala tři body bratrská dvojice – Andy a Jamie Murrayovi, když naposledy předtím tohoto výkonu dosáhli zimbabwští bratři Blackovi proti Austrálii. V semifinále nezastavila Ostrovany ani Austrálie, která odešla poražena z glasgowské haly 2:3.
Jubilejní desátou trofej pak tým vyhrál v gentském finále, hraném v hale na antuce, kde zdolal Belgii 3:1 na zápasy. Salátovou mísu získal po 79 letech (naposledy předtím se to britským hráčům podařilo v roce 1936), což znamenalo nejdelší interval mezi dvěma tituly konkrétního týmu v historii soutěže. Lídr družstva Andy Murray se stal třetím tenistou od nastolení světové skupiny, který dokázal vyhrát všem osm dvouher v jediném ročníku Davisova poháru. Navázal tak na Američana Johna McEnroea a Švéda Matse Wilandera. Navíc během ročníku přidal i tři deblová vítězství. Dalšími členy družstva byli Kyle Edmund, James Ward a Jamie Murray.

## Chronologie výsledků

### 2019–2029
| Rok  | úroveň                            | datum         | místo                          | povrch    | soupeř        | skóre | výsledek |
| ---- | --------------------------------- | ------------- | ------------------------------ | --------- | ------------- | ----- | -------- |
| 2019 | Finálový turnaj, základní skupina | 20. listopadu | Madrid, Španělsko              | tvrdý (h) | Nizozemsko    | 2–1   | výhra    |
| 2019 | Finálový turnaj, základní skupina | 21. listopadu | Madrid, Španělsko              | tvrdý (h) | Kazachstán    | 2–1   | výhra    |
| 2019 | Finálový turnaj, čtvrtfinále      | 22. listopadu | Madrid, Španělsko              | tvrdý (h) | Německo       | 2–0   | výhra    |
| 2019 | Finálový turnaj, semifinále       | 23. listopadu | Madrid, Španělsko              | tvrdý (h) | Španělsko     | 1–2   | prohra   |
| 2021 | Finálový turnaj, základní skupina | 27. listopadu | Innsbruck, Rakousko            | tvrdý (h) | Francie       | 2–1   | výhra    |
| 2021 | Finálový turnaj, základní skupina | 28. listopadu | Innsbruck, Rakousko            | tvrdý (h) | Česko         | 2–1   | výhra    |
| 2021 | Finálový turnaj, čtvrtfinále      | 30. listopadu | Innsbruck, Rakousko            | tvrdý (h) | Německo       | 1–2   | prohra   |
| 2022 | Finálový turnaj, základní skupina | 14. září      | Glasgow, Spojené království    | tvrdý (h) | Spojené státy | 1–2   | prohra   |
| 2022 | Finálový turnaj, základní skupina | 16. září      | Glasgow, Spojené království    | tvrdý (h) | Nizozemsko    | 1–2   | prohra   |
| 2022 | Finálový turnaj, základní skupina | 18. září      | Glasgow, Spojené království    | tvrdý (h) | Kazachstán    | 2–1   | výhra    |
| 2023 | Kvalifikační kolo                 | 3.–4. února   | Cota, Kolumbie                 | antuka    | Kolumbie      | 3–1   | výhra    |
| 2023 | Finálový turnaj, základní skupina | 13. září      | Manchester, Spojené království | tvrdý (h) | Austrálie     | 1–2   | prohra   |
| 2023 | Finálový turnaj, základní skupina | 15. září      | Manchester, Spojené království | tvrdý (h) | Švýcarsko     | 2–1   | výhra    |
| 2023 | Finálový turnaj, základní skupina | 17. září      | Manchester, Spojené království | tvrdý (h) | Francie       | 2–1   | výhra    |
| 2023 | Finálový turnaj, čtvrtfinále      | 24. listopadu | Málaga, Španělsko              | tvrdý (h) | Srbsko        | 0–2   | prohra   |

## Složení týmu
| Rok  | Členové týmu   | Členové týmu  | Členové týmu | Členové týmu |
| ---- | -------------- | ------------- | ------------ | ------------ |
| 2023 | Cameron Norrie | Daniel Evans  | Andy Murray  | Jack Draper  |
| 2023 | Liam Broady    | Joe Salisbury | Neal Skupski | —            |